# Schönborn (zemský okres Rýn-Lahn)
Schönborn je obec v německé spolkové zemi Porýní-Falc, v zemském okrese Rýn-Lahn. V 2014 zde žilo 726 obyvatel. 

## Poloha obce
Sousední obce jsou: Balduinstein, Biebrich, Diez, Ebertshausen, Flacht, Hahnstätten, Holzheim, Katzenelnbogen, Klingelbach, Lohrheim, Niederneisen, Oberneisen a Wasenbach.